# Crisotal·lita
La crisotal·lita és un mineral de la classe dels halurs. El nom és una al·lusió al color i al contingut en tal·li.

## Característiques
La crisotal·lita és un halur de fórmula química K₆Cu₆Tl³⁺Cl₁₇(OH)₄(H₂O). Cristal·litza en el sistema tetragonal. Es troba en forma de cristalls prismàtics tabulars, lamel·lars, equants o curts de fins a 0,1 mm de mida; també pseudomorf després de crostes de cristall d'urusovita de fins a 1,5 cm × 2 cm de superfície.
L'exemplar que va servir per a determinar l'espècie, el que es coneix com a material tipus, es troba conservat a les col·leccions del Museu Mineralògic Fersmann, de l'Acadèmia de Ciències de Rússia, a Moscú (Rússia), amb el número de registre: 4384/1.

## Formació i jaciments
Va ser descoberta a la fumarola Pyatno, al segon con d'escòria de l'avanç nord de la Gran erupció fissural del volcà Tolbàtxik, al krai de Kamtxatka (Rússia). També ha estat trobada a la propera fumarola Glàvnaia Tenoritóvaia. Aquests dos indrets són els únics de tot el planeta on ha estat descrita aquesta espècie mineral.